# Сражение у острова Сими
Сражение у острова Си́ми — морское сражение в 411 году до н. э. между Спартой и Афинами во время Пелопоннесской войны. Оно произошло в районе острова Сими на юго-востоке Эгейского моря.
В 411 году до н. э. спартанцы заключили союз с Персией. Альянс был сделан Ферименом, который передал спартанский флот Астиоху после завершения переговоров; Феримен позже утонул в море. Астиоху было поручено плыть в Книд, чтобы встретиться с двадцатью семью кораблями с Кавна, оборудованными для них персами. Между тем, афинский флот находился в Самосе под командованием Хармина. Хармин знал, что спартанцы шли, будучи проинформирован мелосцами, и был готов встретиться с Астиохом у Сими.
Флоты встретились во время шторма, с плохой видимостью, и многие из спартанских судов оказались отделены от основного флота. С около двадцатью кораблями Хармин боролся со спартанским левым крылом, только видимые части к нему, и потопил три корабля. Тем не менее, остальная часть спартанского флота затем окружила афинян. Хармин отступили в Галикарнас, потеряв шесть кораблей. Остальные афинский флот вышел из Самос и отправился в Книд, но ни одна сторона не была готова бороться с другой бой.